# Paratjalina
Paratjalina es un cultivar de higuera de tipo higo común Ficus carica, unífera (con una sola cosecha por temporada, los higos de otoño), con higos de epidermis con color de fondo verde claro, y con sobre color morado. Se cultiva en la colección de higueras de Montserrat Pons i Boscana en Llucmajor (España).

## Sinonimia
- “sin sinónimo”,[4][6][7]

## Historia
Actualmente la cultiva en su colección de higueras baleares Montserrat Pons i Boscana, rescatada de un ejemplar o higuera madre localizada en el predio de "son Oliver" en el término de Campos], aunque envejecida. Estelrich la cita en su libro La Higuera como una subvariedad de 'Paratjal', y como la misma que 'Mig Paratjal', pero es una variedad completamente diferenciada, ya que esta es bífera, y de diferente periodo de maduración, entre otros descriptores.
La variedad 'Paratjalina' es originaria de Campos donde es conocida, pero no demasiado cultivada, y debe su nombre precisamente a la similitud con la variedad 'Paratjal', pero es menos desarrollada tanto en higos como en las hojas.

## Características
La higuera 'Paratjalina' es una variedad unífera de tipo higo común de una sola cosecha de excelente calidad. Árbol de vigorosidad mediana, y un buen desarrollo en terrenos favorables, copa deforme de porte esparcido con ramas alargadas y follaje claro, con notable emisión de rebrotes. Sus hojas son de 3 lóbulos en su mayoría, y de 1 lóbulo (15-20%). Sus hojas con dientes presentes márgenes dentados muy poco marcados, pilosidad inapreciable en el envés y con un ángulo peciolar recto. 'Paratjalina' tiene un mediano desprendimiento de higos, con un rendimiento productivo mediano y periodo de cosecha medio. La yema apical cónica de color verde amarillento.
Los frutos de la higuera 'Paratjalina' son frutos de un tamaño de longitud x anchura:34 x 38mm, con forma esférica. Los higos son de tamaño mediano, sus frutos son simétricos en la forma, uniformes en las dimensiones, con un bajo porcentaje de frutos aparejados y sin formaciones anormales, de unos 23,730 gramos en promedio, cuya epidermis es de grosor mediano, de textura medio áspera, de consistencia fuerte, con color de fondo verde claro (sobre todo en la zona del ostiolo), y con sobre color morado. Ostiolo de 2 a 5 mm con escamas pequeñas rosadas. Pedúnculo de 3 a 5 mm cilíndrico verde amarillento. Grietas longitudinales marcadas. Costillas marcadas. Con un ºBrix (grado de azúcar) de 24 de sabor dulce sabroso, con color de la pulpa rojo intenso. Con cavidad interna mediana, con aquenios medianos en tamaño y en poca cantidad. Los frutos maduran con un inicio de maduración de los higos sobre el 25 de agosto a 30 de septiembre. Cosecha con rendimiento productivo mediano, y periodo de cosecha medio.
Se usa en alimentación humana en fresco, y también en seco. Buena abscisión del pedúnculo, y poca facilidad de pelado. De consistencia fuerte son resistentes al transporte, a las lluvias, al agriado y mediana a la apertura del ostiolo. Medianamente susceptibles al desprendimiento del árbol cuando madura.

## Cultivo
'Paratjalina', se utiliza en alimentación humana en fresco, y seco paso. Se está tratando de recuperar de ejemplares cultivados en la colección de higueras baleares de Montserrat Pons i Boscana en Llucmajor.